# Жанзе (кантон)
Жанзе (фр. Janzé) — кантон во Франции, находится в регионе Бретань, департамент Иль и Вилен. Расположен на территории двух округов: семь коммун входят в состав округа Ренн, три коммуны — в состав округа Фужер-Витре.

## История
До 2015 года в состав кантона входили коммуны Аманлис, Бри, Буаструдан, Жанзе, Кор-Ню и Пире-сюр-Сеш.
В результате реформы 2015 года состав кантона был изменен.

## Состав кантона с 22 марта 2015 года
В состав кантона входят коммуны (население по данным Национального института статистики за 2018 г.):
- Аманлис (1 733 чел.)
- Бри (978 чел.)
- Бурбарре (4 277 чел.)
- Верн-сюр-Сеш (8 049 чел.)
- Жанзе (8 329 чел.)
- Кор-Ню (3 369 чел.)
- Нувуату (3 173 чел.)
- Оржер (4 993 чел.)
- Сент-Армель (2 094 чел.)
- Сент-Эрблон (3 195 чел.)

## Политика
На президентских выборах 2022 г. жители кантона отдали в 1-м туре Эмманюэлю Макрону 35,8 % голосов против 21,5 % у Жана-Люка Меланшона и 16,9 % у Марин Ле Пен; во 2-м туре в кантоне победил Макрон, получивший 72,0 % голосов. (2017 год. 1 тур: Эмманюэль Макрон – 32,0 %, Жан-Люк Меланшон – 20,3 %, Франсуа Фийон – 16,7 %, Марин Ле Пен – 13,8 %; 2 тур: Макрон – 78,8 %. 2012 год. 1 тур: Франсуа Олланд — 34,6 %, Николя Саркози — 24,6 %, Франсуа Байру — 13,3 %, Марин Ле Пен — 13,1 %; 2 тур: Олланд — 55,5 %).
С 2021 года кантон в Совете департамента Иль и Вилен представляют член совета города Верн-сюр-Сеш Лоранс Мерсье (Laurence Mercier) (Разные правые) и член совета города Жанзе Жонатан Уйо (Jonathan Houillot) (оба — Республиканцы).
|                | Кандидаты                        | Партия                   | Первый тур | Первый тур     | Второй тур | Второй тур |
| Кол-во голосов | Кандидаты                        | Партия                   | % голосов  | Кол-во голосов | % голосов  |            |
| -------------- | -------------------------------- | ------------------------ | ---------- | -------------- | ---------- | ---------- |
|                | Лоранс Мерсье Жонатан Уйо        | Правоцентристский блок   | 2 765      | 27,59          | 5 442      | 55,09      |
|                | Грегуар Латимье Анн-Кристел Пино | Европа Экология Зелёные  | 2 499      | 24,94          | 4 436      | 44,91      |
|                | Анник Беллами Жак Давьо          | Социалистическая партия  | 2 145      | 21,40          |            |            |
|                | Мари Маэ Габриэль Орен           | Национальное объединение | 1 420      | 14,17          |            |            |
|                | Тьерри Мартино Катрин Навар      | Разные центристы         | 1 193      | 11,90          |            |            |

|                | Кандидаты                     | Партия                        | Первый тур | Первый тур     | Второй тур | Второй тур |
| Кол-во голосов | Кандидаты                     | Партия                        | % голосов  | Кол-во голосов | % голосов  |            |
| -------------- | ----------------------------- | ----------------------------- | ---------- | -------------- | ---------- | ---------- |
|                | Жак Давьо Франсуаза Сурдриль  | Социалистическая партия       | 5 668      | 43,76          | 6 118      | 50,35      |
|                | Жан-Марк Лесерф Лоранс Мерсье | Союз демократов и независимых | 4 670      | 36,06          | 6 034      | 49,65      |
|                | Жоэль Будье Нидия Ванмарк     | Национальный фронт            | 2 614      | 20,18          |            |            |